# Казанський собор (Москва)
Собор Казанської ікони Божої Матері (Казанський собор) (рос. Казанский собор) — православна церква перед монетним двором на розі Красної площі та Микільської вулиці в Москві, закладена в 1625. Знесена більшовиками в 1936 під час сталінської реконструкції району Манежної площі. Відновлено в 1990—1993 за проектом архітекторів Олега Журіна і Геннадія Мокєєва.

## Історія
Дерев'яний Казанський собор був побудований на кошти воєначальника Дмитра Пожарського в пам'ять про перемогу Московії в Московській битві 1612 року. Його звели на місці колишньої будівлі торгових рядів, проте біля огорожі храму ще довго перебував ринок. У собор помістили Казанську ікону Божої Матері - головну військову святиню Другого народного ополчення. Вона була доставлена Пожарським з Введенської церкви на Луб'янці. Собор освятив патріарх Філарет в жовтні 1625. З моменту відкриття і до 1765 до собору влаштовувалися хресні ходи: в день набуття ікони в Казані - 8 липня.
Після пожежі в 1630 собор збудували в камені під керівництвом зодчого Абросімова Максимова. За іншою версією, керували роботами майстра Семен Глєбов і Наум Петров. Головний престол освячений в 1636 в присутності царя Михайла Федоровича і патріарха Іоасафа, а північний боковий вівтар Аверкія Ієрапольського - восени 1637.